# Партия на демократичните сили (Молдова)
Партията на демократичните сили (на румънски: Partidul Forțelor Democratice, PFD) е политическа партия в Молдова с председател Валери Матей, съществувала в периода 1993 – 2002 г.

## История
Партията е създадена през януари 1993 г. като Конгрес на интелектуалците от членове на Християндемократическия народен фронт (ХДНФ), които не са съгласни с призива на ХДНФ за незабавно обединение с Румъния. Официално е регистрирана на 18 юни.